# Ada Macaggi
Ada Macaggi (Paranaguá, 29 de maio de 1906 — Rio de Janeiro, 12 de novembro de 1947) foi uma musicista, professora e escritora brasileira. Era irmã mais velha da também escritora Nenê Macaggi.
Filha do italiano Narciso Macaggi e da paulista de origem portuguesa Maria de Paiva, Ada iniciou seus estudos em sua cidade natal, o qual foi concluído na capital do Paraná.
Destacou-se na poesia e na prosa sendo considerada uma escritora pós-modernista.
Suas principais obras: Vozes Efêmeras (livro de poesia de maior destaque da escritora) de 1927, Taça (prosa) de 1933, Êxtase (poesia), Arco-Íris (romance), Sangue Rico (poesia), Ímpetos (contos e poesia) de 1947.